# Tân-đầu-lư
Tân-đầu-lư (賓頭盧), hay Tân-độ-la Phả-la-đọa-xà (tiếng Trung: 賓度羅·颇罗堕闍, tiếng Phạn: Piṇḍola Bhāradvāja) là một vị La Hán trong Phật giáo. Theo kinh điển Phật giáo Ấn Độ sơ kỳ, Ngài là một trong Tứ đại La hán được Đức Phật yêu cầu ở lại thế gian (tiếng Trung: 住世, trụ thế) để truyền bá Phật pháp. Tân-đầu-lư được cho là có sức mạnh thần thông, tuy nhiên, tôn giả từng bị Đức Phật khiển trách vì lạm dụng thần thông của mình để gây ấn tượng với những người đơn giản, thiếu hiểu biết. Cùng với A-nan-đà, Tân-đầu-lư đã thuyết giảng cho những người phụ nữ trong cung điện Udena tại Kosambi hai lần. Trong những thế kỷ sau, số lượng các vị La Hán được tôn kính tăng từ bốn lên 16 vị, rồi sau đó lên tới 18 vị, trong đó ông là Toạ lộc La hán (La hán cưỡi hươu). Trong các bức tranh Thangka của Tây Tạng mô tả 18 vị La Hán, Pindola Bharadvaja thường được miêu tả đang cầm một cuốn sách và một chiếc bát khất thực. Ông cũng là hiện thân của Giám Trai sứ giả trong nhà chùa ở khu hậu đường.

## Ảnh hưởng

### Phật giáo Trung Quốc
Trong truyền thống Phật giáo Hán truyền, tôn giả Tân-đầu-lư được coi là đệ tử "Phúc lành đầu tiên" (福田第一, Phúc điền đệ nhất) của Đức Phật Thích-ca Mâu-ni. Ngài còn được tôn xưng là Tọa lộc La hán (坐鹿罗汉, do hình tượng Ngài ngồi trên vật cưỡi là con hươu, Sư tử hống đệ nhất (狮子吼第一)... Tài liệu Phó pháp tạng nhân duyên truyện (付法藏因緣傳, Đại Chánh tân tu Đại tạng kinh, tập 50, kinh số 2058) có chép "tôn giả mi tóc trắng xóa, hình tướng tương hảo, giống như một vị Bích chi Phật".
Hình ảnh của Ngài đôi khi được đặt ở vị trí nổi bật trong bất kỳ cuộc tụ họp nào của các tu sĩ cùng chia sẻ bữa tiệc chay.

### Phật giáo Tây Tạng
Tôn giả Piṇḍolabhāradvāja (Tib. པིཎྜོ་ལ་བྷཱ་ར་དྭཱ་ཛཿ བྷ་ར་དྷྭ་ཛ ་བསོད་སྙོམས་ལེན་, Bharadodza Sönyom Le; Wyl. bha ra dhwa dza bsod snyoms len) — một trong Thập lục La hán được thờ phụng trong truyền thống Phật giáo Tây Tạng. Ngài được cho là sống trong một hang động trên núi ở lục địa phía đông (Purvavideha) cùng với 1.000 vị La Hán. Ngài cầm một cuốn kinh trong tay phải và một bát khất thực ở bên trái, Ngài dùng để giúp đỡ những người ở các cõi thấp, ban trí tuệ và ban điều ước, bảo vệ khỏi những điều bất hạnh.

### Nhật Bản

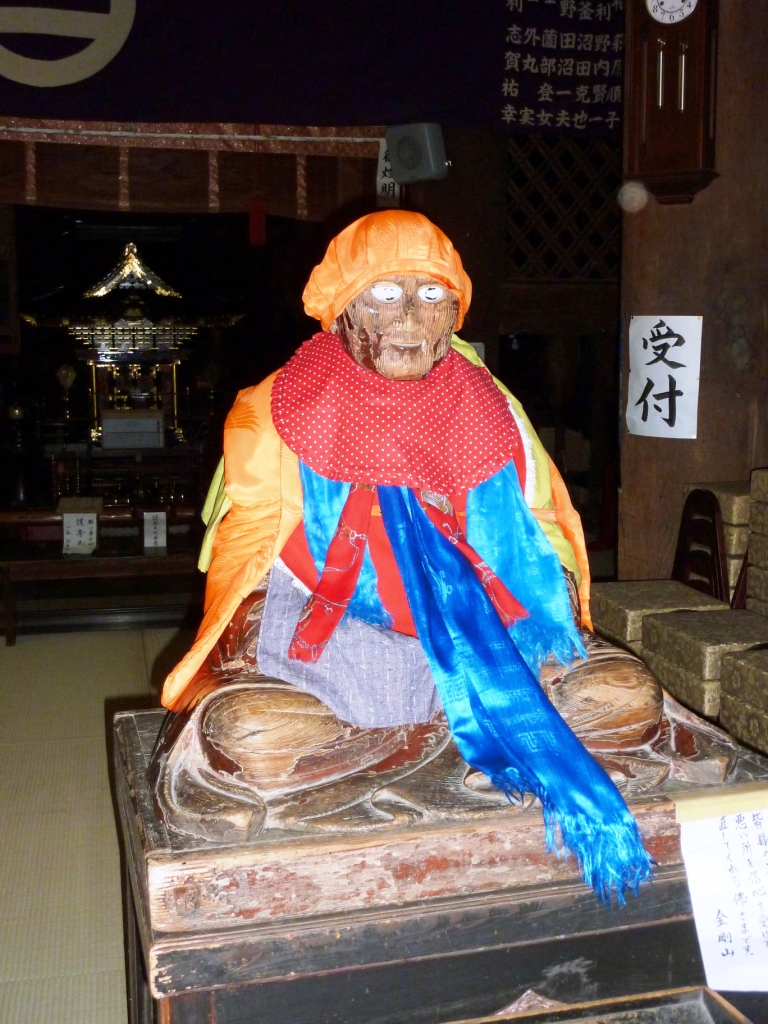
Bức tượng được cho là của tôn giả Tân-đầu-lư, niên đại vào khoảng năm 1299 tại Đền Banna-ji, Nhật Bản

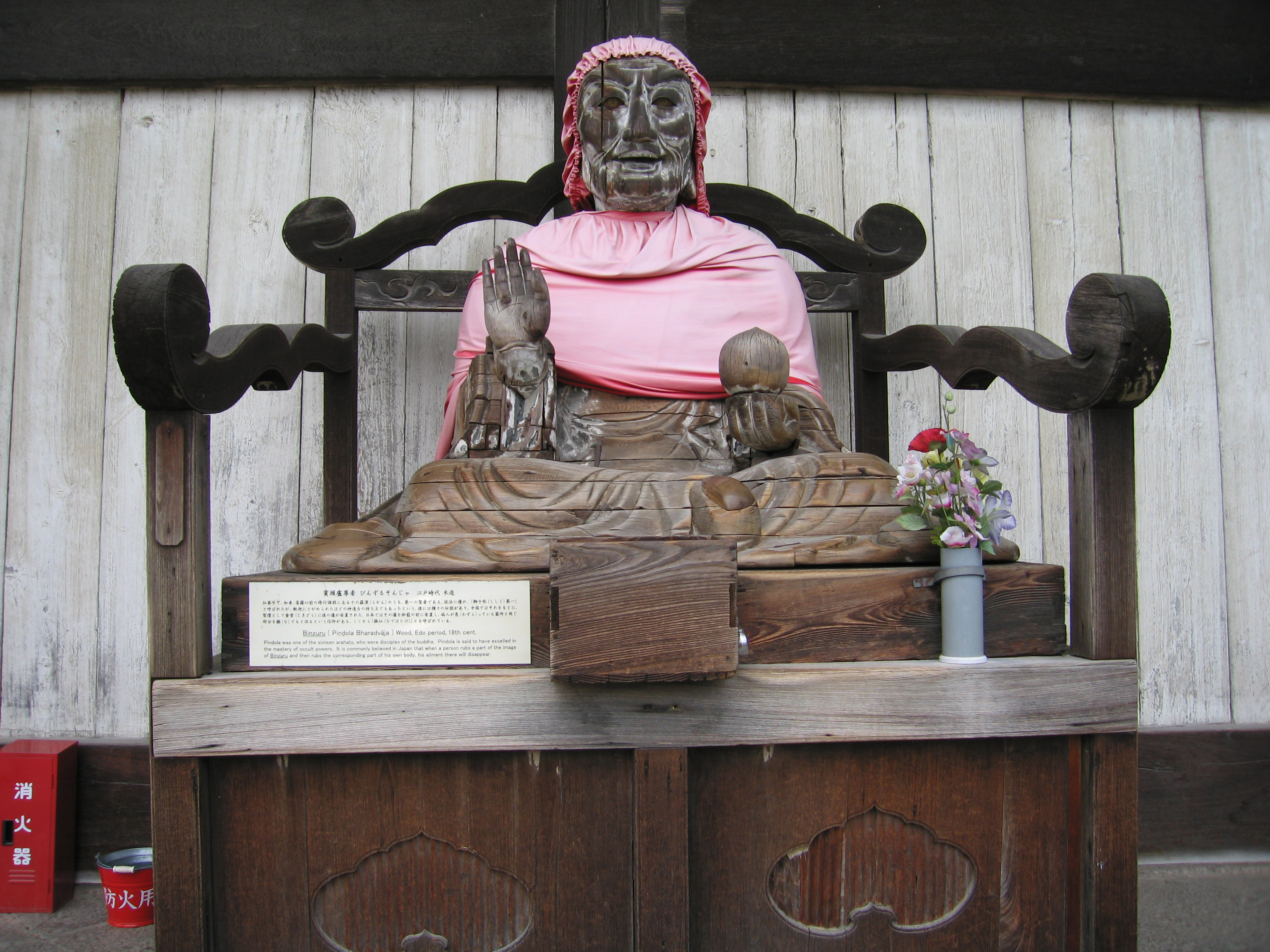
Tác phẩm điêu khắc tôn giả Tân-đầu-lư (người chữa lành) bằng gỗ tại chùa Todai-ji ở Nara, Nhật Bản

Ở Nhật Bản, Pindola được gọi là Binzuru (賓頭盧 びんずる), dạng rút gọn của Bindora Baradaja (賓度羅跋囉惰闍 びんどら ばらだじゃ), được cho là vị La Hán nổi tiếng nhất. Phòng ăn của tu viện gần chùa Tōdai-ji ở Nara có một bức tượng lớn bằng gỗ của Binzuru, mô tả Ngài ngồi trong tư thế hoa sen. Các bức tượng Binzuru thường bị mài mòn nhiều, vì các tín đồ có phong tục xoa bóp một phần hình nộm tương ứng với các bộ phận bị bệnh trên cơ thể họ, vì Ngài được cho là có năng lực chữa bệnh. Nagano, nơi có ngôi chùa Zenkoji cũng có bức tượng Binzuru cổ, tổ chức lễ hội Binzuru hàng năm.
Các bức tượng của tôn giả Binzuru cũng thường xuyên được tặng những chiếc yếm và mũ trẻ em màu đỏ và trắng để cầu mong phù hộ cho sức khỏe của trẻ sơ sinh, vì vậy bức tượng thường được trang trí bằng vải vụn. Trong hội họa, Binzuru được thể hiện như một ông già ngồi trên một tảng đá, tay cầm một loại tích trượng (shaku trong tiếng Nhật), hoặc một hộp kinh và một chiếc quạt lông vũ. Tất cả các vị A-la-hán khác thường được tôn thờ ở Nhật Bản trong hình dáng Binzuru.